# Hochkar
Hochkar - 1808 m, szczyt w Alpach Ybbstalskich, części Północnych Alp Wapiennych. Leży w Austrii, na granicy krajów związkowych Styria i Dolna Austria. Znany głównie jako rejon narciarski. Hochkar znajduje się niedaleko miejscowości Göstling an der Ybbs, około 2 godziny jazdy samochodem z Wiednia. 

## Sezon letni
Również w lecie działa wyciąg krzesełkowy czteroosobowy Hochkarbahn prowadzący na szczyt. Tereny wokół Hochkar nadają się na wycieczki piesze oraz rowery górskie. Nową atrakcję turystyczną otwartą dla turystów w czerwcu 2015 roku jest Hochkar 360° Skytour. Jest to platforma widokowa ciągnąca się wokół stacji górskiej Hochkar na wysokości 1760 m, z której podziwiać można widok gór. 

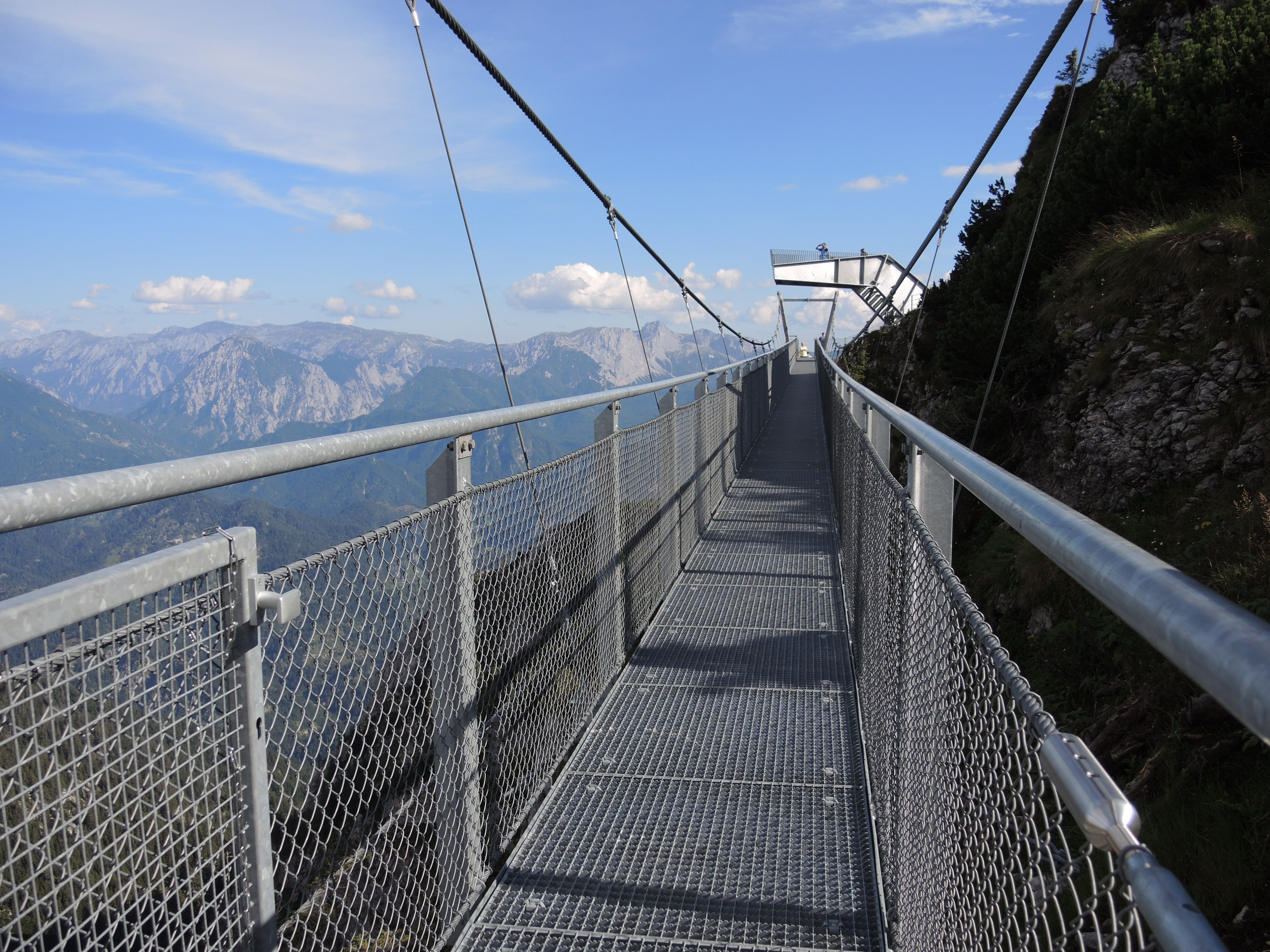
Platforma widokowa na Hochkar

Dodatkową atrakcją w lecie jest oglądanie wschodu słońca w górach. W wyznaczonych terminach kolejka rusza godzinę przed wschodem słońca. 